# Claudio Capéo

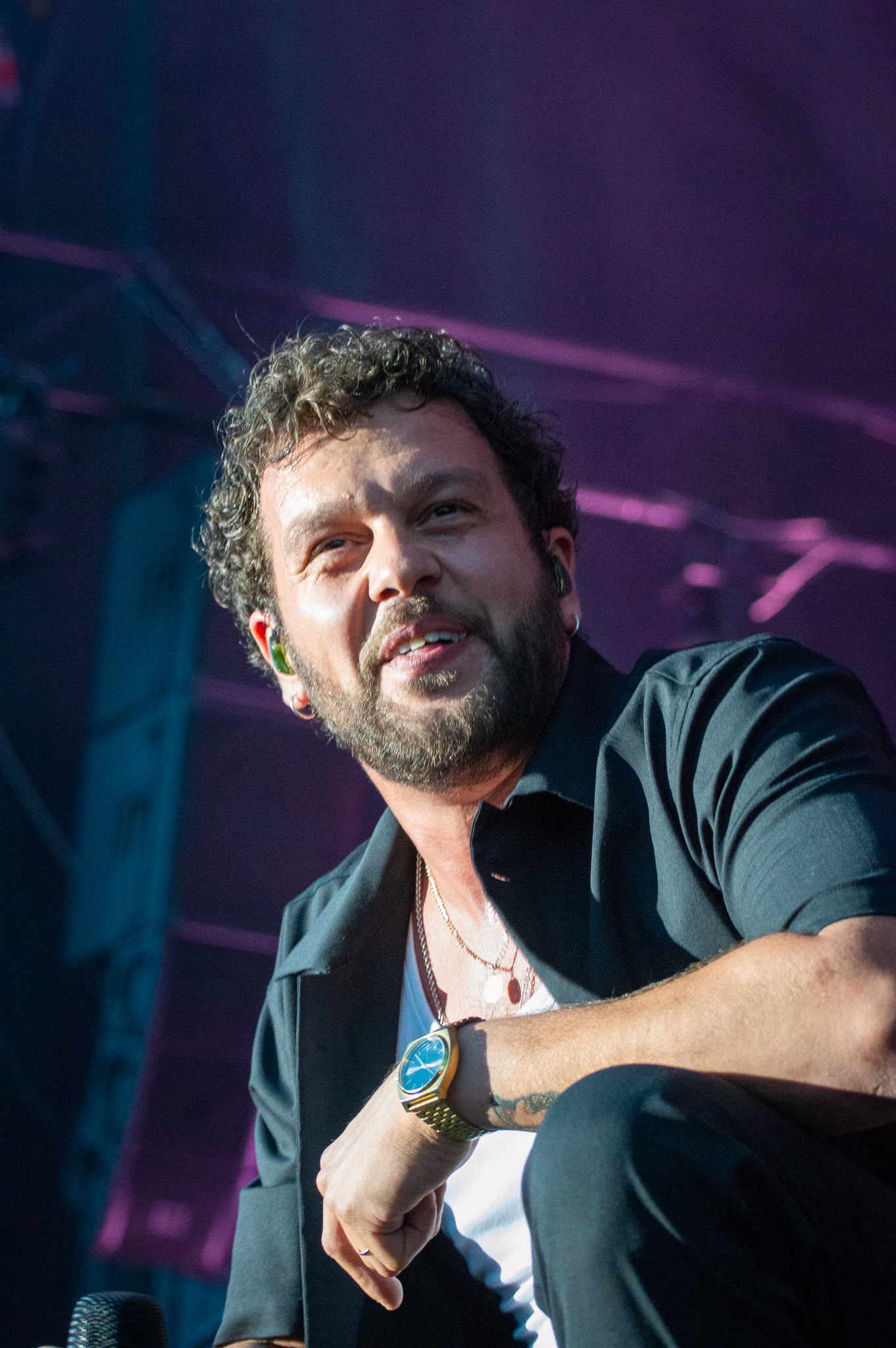
Claudio Capeo (2023)

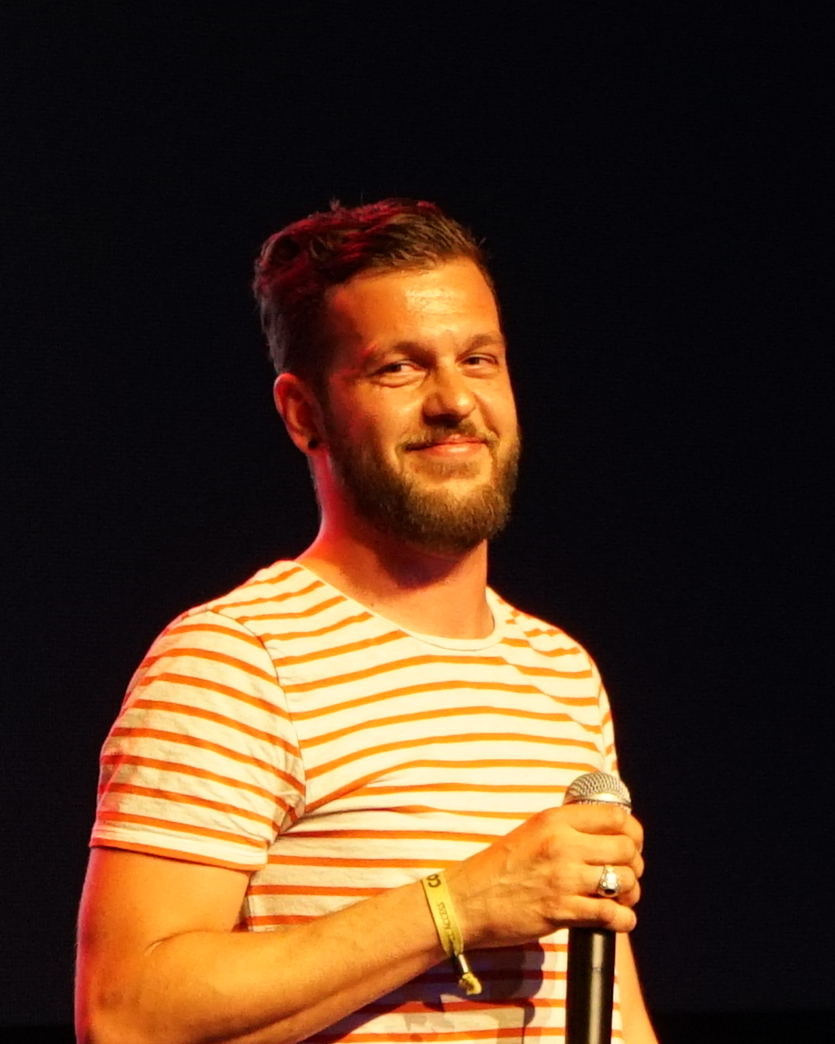
Claudio Capeo (2016)

Claudio Capéo (* 10. Januar 1985 in Mülhausen im Département Haut-Rhin als Claudio Ruccolo) ist ein französischer Sänger und Akkordeonist.

## Leben
Claudio Capéos Familie stammt aus Italien. Er erlernte das Akkordeonspiel mit sechs Jahren. Als Jugendlicher nahm er an Akkordeonwettbewerben in ganz Europa teil. Capéo absolvierte eine Ausbildung zum Tischler und übte den Beruf sieben Jahre aus. Nach Versuchen im Metal-Sektor und Jazz kehrte er zum Akkordeonspiel zurück und startete 2008 als Claudio Capéo, mit der er zwei Alben veröffentlichte. In dieser Zeit war er auch als Roadie tätig.

## Karriere
2016 nahm er erfolglos als Sänger an der französischen Talentshow The Voice: La Plus Belle Voix teil. Danach veröffentlichte er sein Album Claudio Capéo, das mehrere Wochen auf Platz 1 der französischen Charts stand und für das er eine Platin-Schallplatte erhielt. Das Album wurde bei der 32. Verleihung der Victoires de la Musique als Album révélation de l'année (Neuerscheinung des Jahres) ausgezeichnet. Seit diesem Album gehört Capéo zu den meistgespielten Interpreten im französischen Radio.
Auch das Folgealbum Tant que rien ne m’arrête wurde mit Platin ausgezeichnet. 2020 veröffentlichte er Penso a te, das an seine italienischen Wurzeln erinnern soll.

## Automobilsport
Capéo war zweimal Sieger des Gäste-Rennens der Trophée Andros.

## Diskografie

### Alben
- 2010: El Vagabond
- 2012: Miss Mondo

| Jahr | Titel Musiklabel                      | Höchstplatzierung, Gesamtwochen, AuszeichnungChartplatzierungen (Jahr, Titel, Musiklabel, Platzierungen, Wochen, Auszeichnungen, Anmerkungen) | Höchstplatzierung, Gesamtwochen, AuszeichnungChartplatzierungen (Jahr, Titel, Musiklabel, Platzierungen, Wochen, Auszeichnungen, Anmerkungen) | Höchstplatzierung, Gesamtwochen, AuszeichnungChartplatzierungen (Jahr, Titel, Musiklabel, Platzierungen, Wochen, Auszeichnungen, Anmerkungen) | Anmerkungen                             |
| Jahr | Titel Musiklabel                      | FR | BEW | CH | Anmerkungen                             |
| ---- | ------------------------------------- | --- | --- | --- | --------------------------------------- |
| 2016 | Claudio Capéo Airforce1 / Jo&Co (UMG) | FR1 Diamant · (106 Wo.)FR | BEW9 (129 Wo.)BEW | CH24 (1 Wo.)CH | Erstveröffentlichung: 15. Juli 2016     |
| 2018 | Tant que rien ne m’arrête Jo&Co       | FR6 ×2Doppelplatin · (128 Wo.)FR | BEW20 (40 Wo.)BEW | — | Erstveröffentlichung: 7. Dezember 2018  |
| 2020 | Penso a te Jo&Co                      | FR3 ×2Doppelplatin · (72 Wo.)FR | BEW9 (48 Wo.)BEW | CH26 (9 Wo.)CH | Erstveröffentlichung: 4. Dezember 2020  |
| 2022 | Rose des vents Jo&Co                  | FR3 Platin · (104 Wo.)FR | BEW13 (21 Wo.)BEW | CH30 (8 Wo.)CH | Erstveröffentlichung: 25. November 2022 |
| 2024 | Ses plus grands succès Jo&Co          | FR17 Gold · (… Wo.)FR | BEW16 (9 Wo.)BEW | — | Erstveröffentlichung: 22. November 2024 |

### Singles
| Jahr | Titel Album                      | Höchstplatzierung, Gesamtwochen, AuszeichnungChartplatzierungen (Jahr, Titel, Album, Platzierungen, Wochen, Auszeichnungen, Anmerkungen) | Höchstplatzierung, Gesamtwochen, AuszeichnungChartplatzierungen (Jahr, Titel, Album, Platzierungen, Wochen, Auszeichnungen, Anmerkungen) | Anmerkungen                                             |
| Jahr | Titel Album                      | FR | BEW | Anmerkungen                                             |
| ---- | -------------------------------- | --- | --- | ------------------------------------------------------- |
| 2016 | Un homme debout Claudio Capéo    | FR6 Diamant · (47 Wo.)FR | BEW7 (19 Wo.)BEW | Erstveröffentlichung: 5. Februar 2016                   |
| 2016 | Ça va ça va Claudio Capéo        | FR23 Gold · (19 Wo.)FR | BEW9 (20 Wo.)BEW | Erstveröffentlichung: 28. September 2016                |
| 2017 | Riche Claudio Capéo              | FR184 Platin · (1 Wo.)FR | — | Erstveröffentlichung: 28. Februar 2017                  |
| 2018 | Un peu de rêve J4M               | FR13 Diamant · (37 Wo.)FR | — | Erstveröffentlichung: 5. Mai 2018 mit Vitaa             |
| 2019 | Que Dieu me pardonne Amigo       | FR133 Platin · (14 Wo.)FR | BEW31 (12 Wo.)BEW | Erstveröffentlichung: 22. Februar 2019 mit Kendji Girac |
| 2022 | Si j’avais su Rose des vents     | FR107 Diamant · (17 Wo.)FR | — | Erstveröffentlichung: 7. Oktober 2022                   |
| 2022 | Chez toi Chroniques d’un cupidon | FR110 Platin · (18 Wo.)FR | BEW19 (22 Wo.)BEW | Erstveröffentlichung: 31. August 2022 mit Slimane       |

Weitere Singles
- 2018: C’est une chanson (FR: Gold)
- 2019: Plus haut (FR: Platin)